# جورج ر. دنيس
جورج ر. دنيس (بالإنجليزية: George R. Dennis)‏ هو سياسي أمريكي، ولد في 8 أبريل 1822 في الولايات المتحدة، وتوفي في 13 أغسطس 1882 في الولايات المتحدة. حزبياً، نشط في الحزب الديمقراطي. وقد انتخب عضو مجلس النواب لولاية ماريلند وانتخب عضو مجلس الشيوخ الأمريكي.